# Korstvormig korstmos

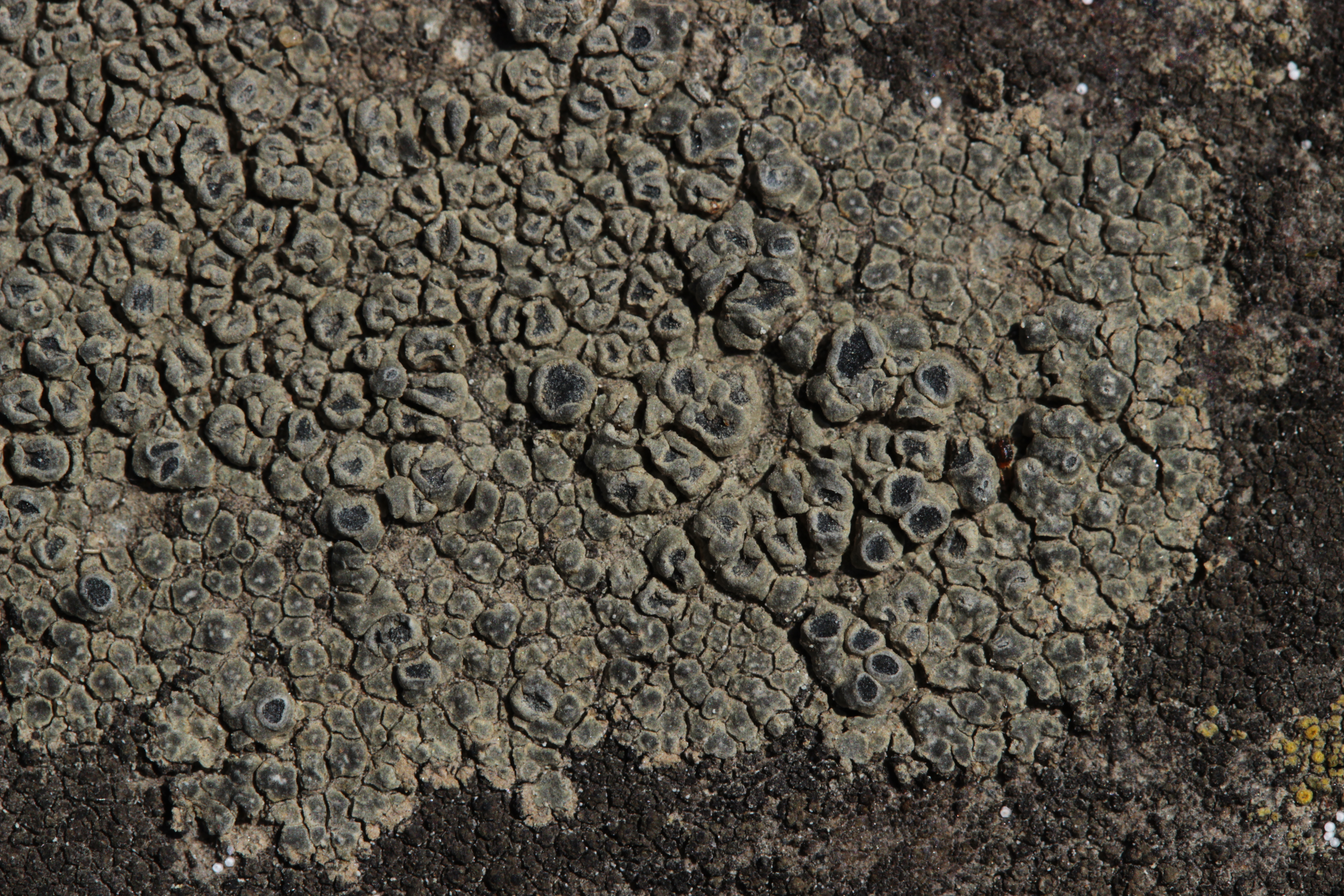
Rond dambordje

Een korstvormig korstmos is een korstmos (ook wel: licheen) waarbij de groeivorm van het thallus aan de onderzijde over het gehele thallusoppervlak aan het substraat gehecht zit en de bovenzijde glad, poederig of korrelig is. Het thallus vormt kleine areolen, die niet altijd even duidelijk aaneensluiten. Verscheidene taxa hebben ook een duidelijk prothallus waarop areolen zitten.
Er zijn verschillende typen:

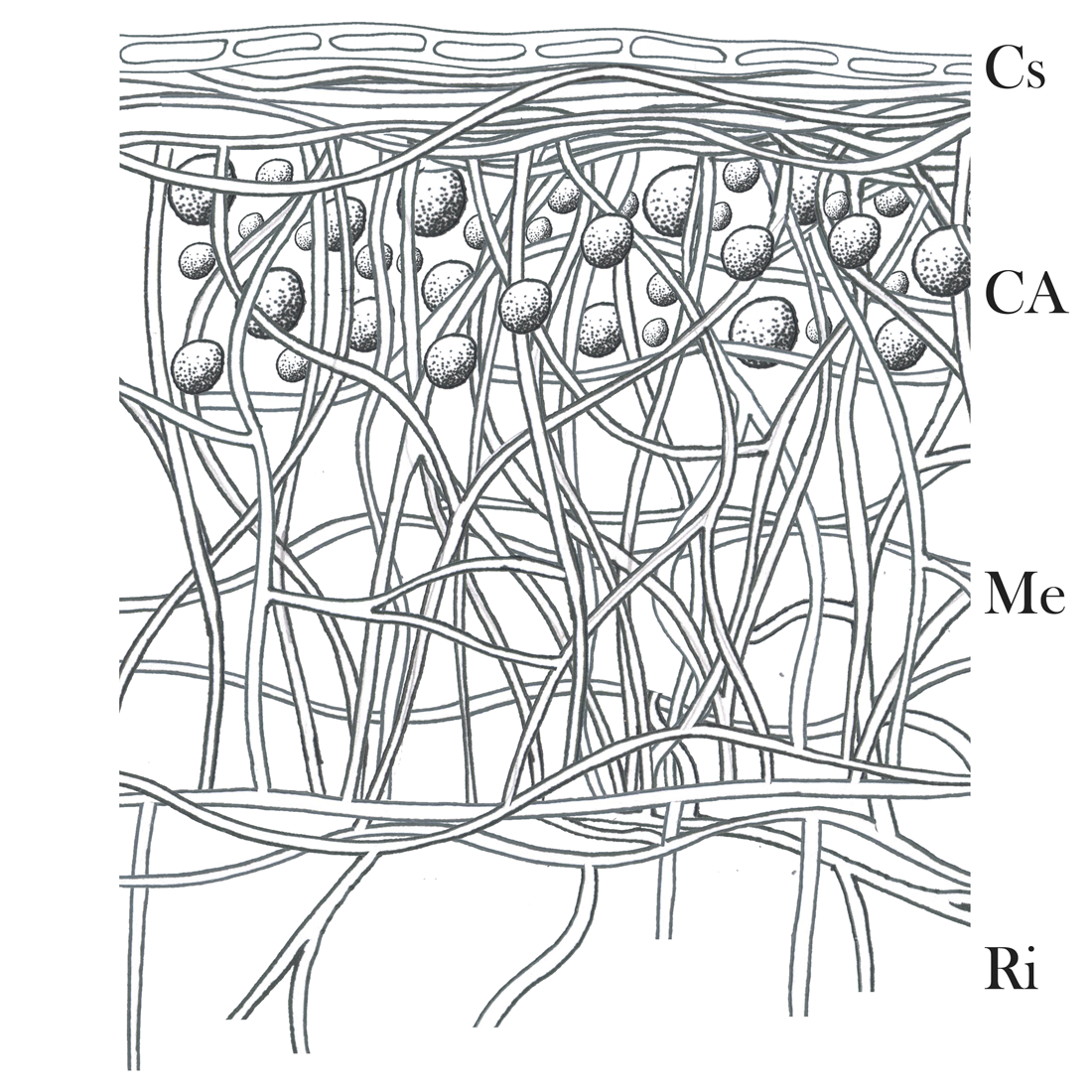
Schematische weergave van de dwarse doorsnede van het thallus van een korstvormig korstmos

- placodioide korstmossen: langgerekte, smalle of schubvormig verbrede lobben op plaatsen van thallusareolen
- squamuleuse korstmossen: de randschubben niet meer vergroeid met substraat
- pulvinate korstmossen: opgerichte lobben, niet alleen aan de rand
- peltate korstmossen: in het midden over een groot deel aan de onderzijde bevestigd aan substraat
- poedervormige korstmossen: het gehele thallus bestaat uit kleine, zachte, korrelvormige structuren die nooit een schors hebben

Bijzondere vormen zijn:
- endolitische korstmossen: in steen groeiend
- endophloeodische korstmossen: in schors of hout groeiend

| - Korstvormige korstmossen - gewoon schriftmos (Graphis scripta) - grove geelkorst (Candelariella vitellina) - kauwgommos (Diploicia canescens} - witgerande stofkorst met prothallus (Haematomma ochroleucum) - klein landkaartmos (Rhizocarpon lecanorinum) - maleboskorst (Lecanactis abietina) |

De dambordjes-associatie wordt gekenmerkt door korstvormige korstmossen. Deze groeit in het volle zonlicht meestal op stoeptegels en klinkers.